# Вьёзос
Вьёзо́с (фр. Vieuzos, окс. Viudòs) — коммуна во Франции, находится в регионе Юг — Пиренеи. Департамент — Верхние Пиренеи. Входит в состав кантона Кастельно-Маньоак. Округ коммуны — Тарб.
Код INSEE коммуны — 65468.

## География

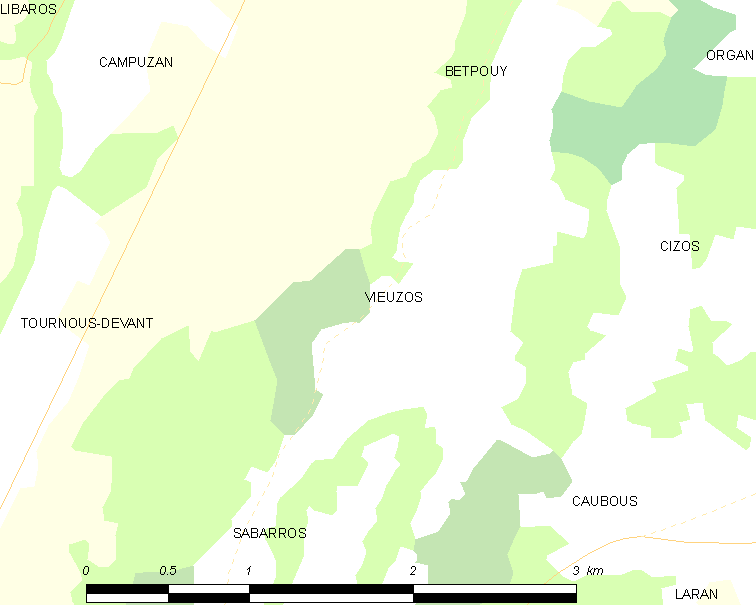
Карта коммуны

Коммуна расположена приблизительно в 640 км к югу от Парижа, в 90 км юго-западнее Тулузы, в 31 км к востоку от Тарба.
На западе коммуны протекает река Петит-Баиз, а на востоке — река Соль.

## Климат
Климат умеренно-океанический с солнечной тёплой погодой и обильными осадками на протяжении практически всего года.

## Население
Население коммуны на 2010 год составляло 51 человек.
| 1962 | 1968 | 1975 | 1982 | 1990 | 1999 | 2010 |
| ---- | ---- | ---- | ---- | ---- | ---- | ---- |
| 101  | 98   | 85   | 67   | 64   | 46   | 51   |

## Администрация
| Период | Период | Фамилия       | Партия | Примечания |
| ------ | ------ | ------------- | ------ | ---------- |
| 2001   | 2014   | Марилин Дезет |        |            |
| 2014   | 2020   | Тьерри Фурко  |        |            |

## Экономика
В 2010 году среди 23 человек трудоспособного возраста (15-64 лет) 12 были экономически активными, 11 — неактивными (показатель активности — 52,2 %, в 1999 году было 47,6 %). Из 12 активных жителей работали 12 человек (8 мужчин и 4 женщины), безработных не было. Среди 11 неактивных 1 человек был учеником или студентом, 6 — пенсионерами, 4 были неактивными по другим причинам.